# Peter Engler
Peter Engler (1936. szeptember 3. –) német labdarúgó, posztja csatár.

## Fordítás
Ez a szócikk részben vagy egészben  a   Peter Engler című német Wikipédia-szócikk fordításán alapul.  Az eredeti cikk szerkesztőit annak laptörténete sorolja fel. Ez a jelzés csupán a megfogalmazás eredetét és a szerzői jogokat jelzi, nem szolgál a cikkben szereplő információk forrásmegjelöléseként.